# Carlos Gardel
Carlos Gardel (Tacuarembó ou Toulouse, 11 de dezembro de 1890 — Medellín, 24 de junho de 1935) foi um cantor franco-argentino, de tango.

## Vida

Foto sem data. Arquivo Nacional.

Parte dos estudiosos sustenta que Carlos Gardel nasceu na cidade francesa de Toulouse, no dia 11 de dezembro de 1890. Foi registrado com o nome de Charles Romuald Gardés, filho de Berthe Gardés, e de pai desconhecido. O testamento de Gardel cita Paul Lasarre como seu pai, embora exista quem sustente que seu pai seria Romuald Gardés.
Sua mãe nasceu em Toulouse, em 1865, filha de Vidal Gardés, que trabalhava com gipsita, e Helena Coméres, proprietária de uma chapelaria.
Entretanto a data e o lugar de seu nascimento ainda é uma questão controversa, pois alguns sustentam que Gardel teria nascido no interior do Uruguai no departamento de Tacuarembó baseando-se em alguns documentos e matérias jornalísticas de época. Seria filho do líder político local Carlos Escayola e de Maria Lelia Oliva, que tinha 13 anos. Gardel era esquivo sobre o tema e quando indagado dizia: "Nasci em Buenos Aires aos dois anos e meio de idade".
Chegou em Buenos Aires, com sua mãe, procedente de Bordeaux (França) no dia 11 de março de 1893. Sua mãe trabalhava em uma pequena empresa, de amigos franceses, que lavava e passava roupas. Viveu a infância e a adolescência no bairro Abasto, motivo pelo qual seria conhecido como "El morocho del Abasto" ("O moreno do Abasto"). Sua família tinha poucos recursos econômicos. Desde a infância, gostava de cantar e tinha boa voz, o que permitiu ganhar algum dinheiro cantando em esquinas, em festas e em comícios.
A empresa onde sua mãe trabalhava prestava serviços para companhias de teatro, o que permitiu que Gardel fizesse contato com os Irmãos Podestá e começasse a trabalhar como claque e outras atividades auxiliares em apresentações teatrais. Essa circunstância lhe permitiu um contato com tais apresentações.
Em 1905, fez uma breve viagem ao Uruguai.
Entre 1911 e 1912, passou a atuar profissionalmente atuando em diversos bares de Buenos Aires, formando um dueto com Francisco Martino, que também percorreu algumas localidades do oeste da Província de Buenos Aires e na Província de La Pampa.
A partir de 1912, fez suas primeiras gravações para discos, pela Columbia, que começaram a circular em 1913. O repertório incluía canções nativas.
Até 1913, atuou em um quarteto também integrado por Martisno, Saúl Salinas e José Razzano. Quando Salinas deixou o conjunto, os remanescentes começaram a atuar como o trio denominado: "terceto Nacional". Depois Martino se afastou, o que consolidou o dueto Gardel-Razzano.
Em 1914, a dupla fez apresentações em Rosário, Santa Fé e Córdova (Argentina).
Em 1915, a dupla fez apresentações nas províncias de Santiago del Estero, Tucumán, Salta, Jujuy.
Em junho de 1915, se apresentaram no Teatro Royal de Montevidéu (Uruguai).
No segundo semestre, a dupla fez uma viagem ao Brasil, para apresentações em São Paulo e no Rio de Janeiro, na qual Gardel teve contato com o tenor italiano Enrico Caruso.
Em 11 de dezembro de 1915 (dia em que completava 25 anos), foi atingido por um tiro em seu pulmão esquerdo, mas rapidamente se recuperou e retomou a carreira em conjunto com Razzano.
No verão de 1916, se apresentaram em Mar del Plata e Montevidéu.
Em 1917, Gardel cantou pela primeira vez um tango em público, no Teatro Empire. A música de estreia desse novo estilo foi: "Mi noche triste", composta por Samuel Castriota e Pascual Contursi. Depois disso, outros tangos foram incorporados ao repertório da dupla, como: "Flor de fango", "Ivette" e "De vuelta al bulín" e muitas outras.
Nessa época, a dupla começou a gravar discos pela Odeon. O repertória incluía valsas, canções folclóricas: (zambas, chacareras, cuecas, bambucos, etc) e tangos.
Em 1917, também fizeram apresentação em San Juan, Mendoza, Santiago, Valparaíso e Viña del Mar.
Naquele ano, também faria a primeira atuação no cinema, no filme: "Flor de durazno", dirigido por Francisco Defilippis Novoa, gravado na Província de Córdoba.
Entre 1918 e 1922, a dupla continuou a se apresentar na Argentina e no Uruguai. Em 1921, o tocador de violão e compositor Guillermo Desiderio Barbieri se juntou a dupla, que acompanharia Gardel em várias apresentações até morrer no trágico acidente em Medellín.
Em 1923, interpretou o tango "Mano a mano", com letra de Celedônio Flores, que fez grande sucesso. Outras interpretações que tiveram sucesso na época foram as de:
- "Zorro gris", composta por: Rafael Tuegols e Francisco García Jiménez;
- "La copa del olvido", "Talán Talán", "Francesita" e "No le digas que la quiero", compostas por: Enrique Delfino e Alberto Vacarezza;
- "El patotero sentimental" e "Buenos Aires", compostas por: Manuel Jovés e Manuel Romero;
- "Sufra" e "Pinche", compostas por: Francisco Canaro e Juan Caruso;
- "La cautiva", composta por: Geroni Flores e Numa Córdoba;
- "Rosas de otoño", valsa, composta por: Guillermo Barbieri e José Rial;
- "Mi refugio" de Juan Carlos Cobián e Pedro Numa Córdoba.

Seus discos eram vendidos na Argentina, no Uruguai, no Chile, no Brasil, no Peru, na Colômbia, na América Central, em Cuba, nos Estados Unidos, na Espanha e na Alemanha.
Também em 1923, fez uma viagem para apresentações na Espanha, com paradas para apresentações em Montevidéu e Santos (Brasil). Em Madri, a dupla se apresentou no Teatro Apolo, em dezembro de 1923. Naquela viagem, também se apresentaram em outras cidades da Espanha como: em Barcelona, Santander, Bilbao.
Em fevereiro de 1924, a dupla fez uma viagem à França, na qual visitaram: Toulouse, onde se encontraram com parentes de Gardel; Côte D'Azur; Cannes e Paris. Nessa viagem, não fizeram apresentações públicas.
Em março de 1924, retornou à Buenos Aires.
Em 30 de setembro de 1925, José Razzano interrompe suas apresentações para tratar de suas cordas vocais.
Em 5 de novembro, Gardel se apresentou no Teatro Goya, em Barcelona. Fez apresentações também em outras cidades da Espanha, da França, da Itália, da Alemanha, do México e do Brasil.
Nessa época gravou canções como:
- "Echaste buena";
- "Leguisamo solo";
- "El alma de la calle";
- "El tatuaje";
- "Raza noble";
- "Yo te bendigo";
- "El bulín de la calle Ayacucho";
- "Entrá nomás";
- "Callecita de mi barrio";
- "Silbando";
- "Padre nuestro";
- "Sonsa";
- "Cicatrices";
- "Langosta";
- "Maniquí";
- "Sentimiento gaucho";
- "Amigazo";
- "La Cumparsita (Si supieras)";
- "Una pena";
- "Nunca más";
- "Fea", entre outras.[4]

Em 1930, Paul Lasèrre chegou a Buenos Aires, alegando ser o pai de Gardel.
Em 1931, atuou no filme: "Luces de Buenos Aires", filmado em Paris.
Em 1932, atuou no filme: "Melodía de Arrabal".
Em 1933, apresentou-se em várias cidades do Uruguai;
Em 1934:
- começou a fazer gravações em estúdios da RCA Victor;
- em Nova York, atuou no filme "O Tango na Brodway" e "Cuesta abajo";
- em setembro, viajou em férias para a Côte D'Azur e depois para Toulouse, onde passou dez dias com sua mãe.

Em 1935:
- atuou nos filmes: "O Dia que me Queiras" e "Tango Bar".
- No final de março iniciou uma viagem para apresentações em: Porto Rico, Venezuela e Colômbia, onde faleceu em 24 de junho em um acidente de avião em Medellín.

Foi sepultado no Cemitério da Chacarita.
Cantor e ator celebrado em toda a América Latina pela divulgação do tango. Inicia-se como cantor ainda jovem com o nome artístico de El Morocho, apresentando-se em cafés dos subúrbios da capital argentina. Sua primeira interpretação formal se dá no Teatro Nacional da Avenida Corrientes, no qual também se apresenta Don José Razzano, com quem forma uma parceria por vários anos. Pela sensualidade de sua voz, que se presta muito bem à interpretação da milonga — gênero precursor do tango — torna-se conhecido a partir de "Mi noche triste" 1917.
Dentre os compositores mais interpretados por Gardel, pode-se citar: Alfredo Le Pera. Dentre suas interpretações mais famosas, podem-se citar: "Mi Buenos Aires querido", "Por una cabeza", "Volver" e "El día que me quieras".
Foi uma das primordiais influências de Amália Rodrigues.

## Carreira musical

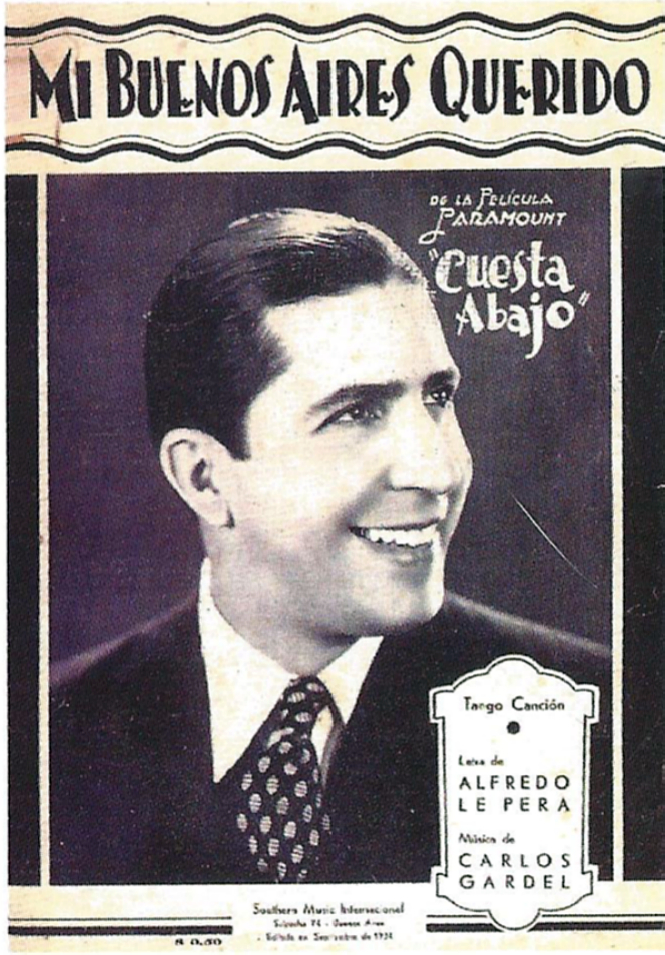
Mi buenos aires querido, escrito por Le Pera, interpretado por Carlos Gardel.

Teve como importante parceiro musical o paulistano Alfredo Le Pera. Gravou mais de novecentas canções, entre tangos, fox-trots, fados, pasodobles e músicas folclóricas, vendendo milhares de discos na América Latina e Europa. Entre suas interpretações mais famosas estão:
- Mi noche triste (1917)
- Margot (1921)
- Mano a mano (1927)
- Esta noche me emborracho (1928)
- Chorra (1928)
- Adiós muchachos (1928)
- Seguí mi consejo (1929)
- Yira…yira (1930)
- Desdén (1930)
- Tomo y obligo (1931)
- Lejana tierra mía (1932)
- Silencio (1932)
- Amores de estudiante (1933)
- Golondrina (1933)
- Melodía de arrabal (1933)
- Guitarra guitarra mía (1933)
- Cuesta abajo (1934)
- Mi Buenos Aires querido (1934)
- Soledad (1934)
- Volver (1934)
- Por una cabeza (1935)
- Sus ojos se cerraron (1935)
- Volvió una noche (1935)
- El día que me quieras (1935)

## Carreira cinematográfica
Trabalhou como ator em alguns filmes pela Paramount, entre eles:
- Flor de Durazno (1917) (filme mudo)
- Encuadre de canciones (1930) (primeiro filme falado da América do Sul)
- Luces de Buenos Aires (1931) (filmado em Paris)

Imagem de Carlos Gardel

- La casa es seria (1931)
- Espérame (1932)
- Melodía de arrabal (1932)
- Cuesta abajo (1934)
- El tango en Broadway (1934)
- El día que me quieras (1935)
- Tango Bar (1935)
- The Big Broadcast Of (1936)

## Gardel no Turfe

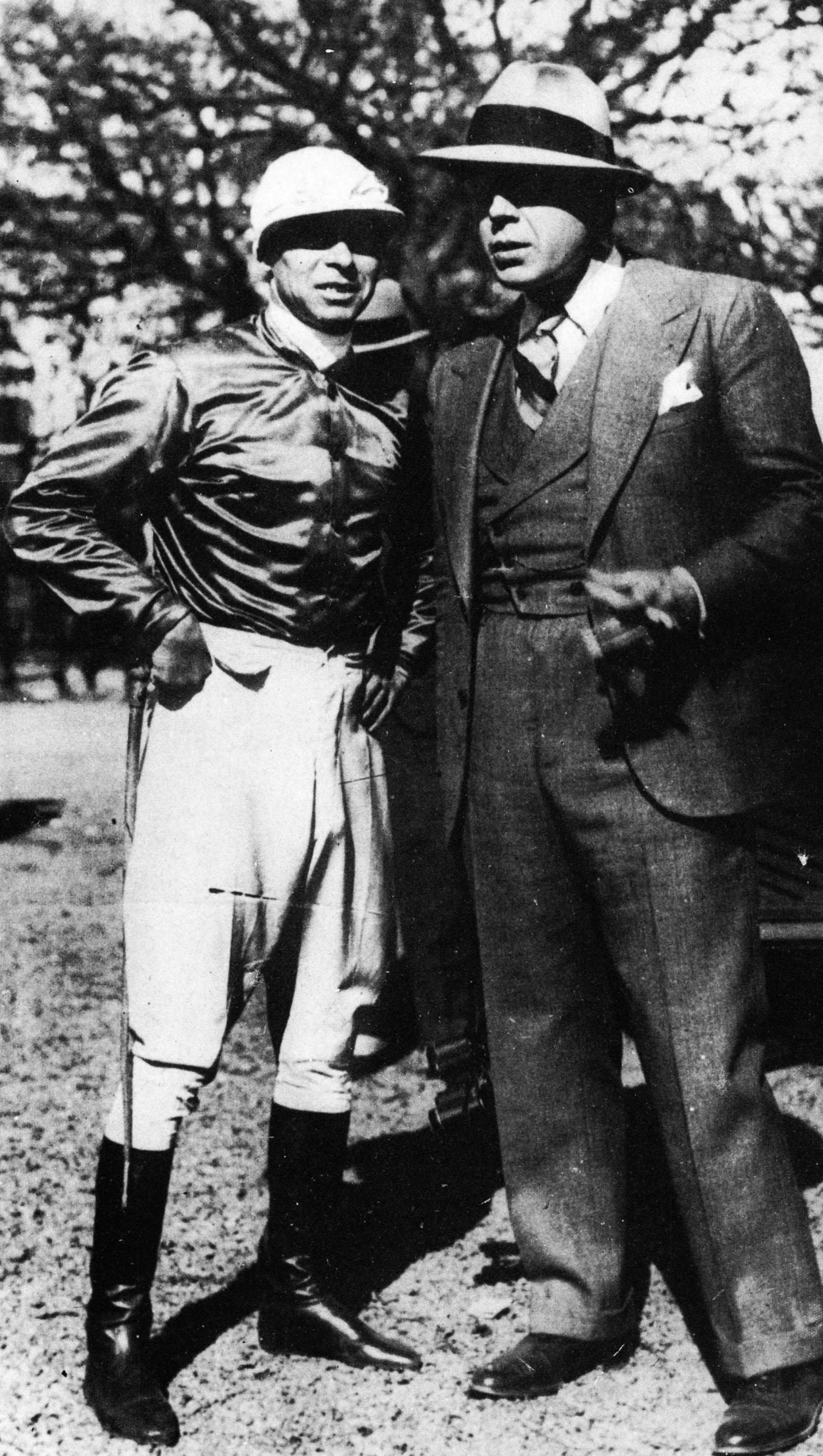
Foto sem dataGardel-legizamo

O Turfe Foi uma das grandes paixões de Gardel. O profundo carinho que sentia pelos cavalos de corrida, por seu amigo Irineo Leguisamo, pelos irmãos Torterolo, por Francisco Maschio, pelo pessoal dos studs, pelos hipódromos e pelos guichês de apostas, está refletido nos seus tangos. Apenas um tango tem sua assinatura, com versos de Alfredo Le Pera: Por Una Cabeza. Outros tangos pertencentes a outros autores, foram cantados por Gardel sobre este tema. É importante destacar a interpretação de Gardel na milonga de Francisco Martino La Catedrática — conhecida como Soy una fera, ainda que com letra reformada. E no tango Uno y Uno de Luis trverso e Julio F. Pollero. Também podem ser mencionados em sua discografia de temas turfísticos o tango de Carlos Dedico, Germán Ziclis e Salvador Merico chamado Paquetín, Paquetón e o tango Bajo Belgrano de Francisco García Jiménez e Anselmo Aieta.
No turfe acima de tudo, em seus diversos papéis de proprietário e de apostador Gardel era feliz naquele meio. Visitava diariamente o Stud Yeruá de seu amigo, treinador Francisco Maschio, para falar com seu cavalinho (de nome Lunático), com os peões, com o jóquei Leguisamo. Bom amigo de todos, foi um aficcionado em grau superlativo das carreiras de cavalos.

## Morte
Gardel morreu num desastre de avião durante uma turnê, em Medellín, na Colômbia. Nesse acidente morreu também seu parceiro Alfredo Le Pera. Seus restos mortais encontram-se no cemitério de La Chacarita, na capital argentina. Em 2003, por proposta do governo uruguaio a voz de Gardel foi gravada pela Unesco no Programa Memória do Mundo.